# Caide

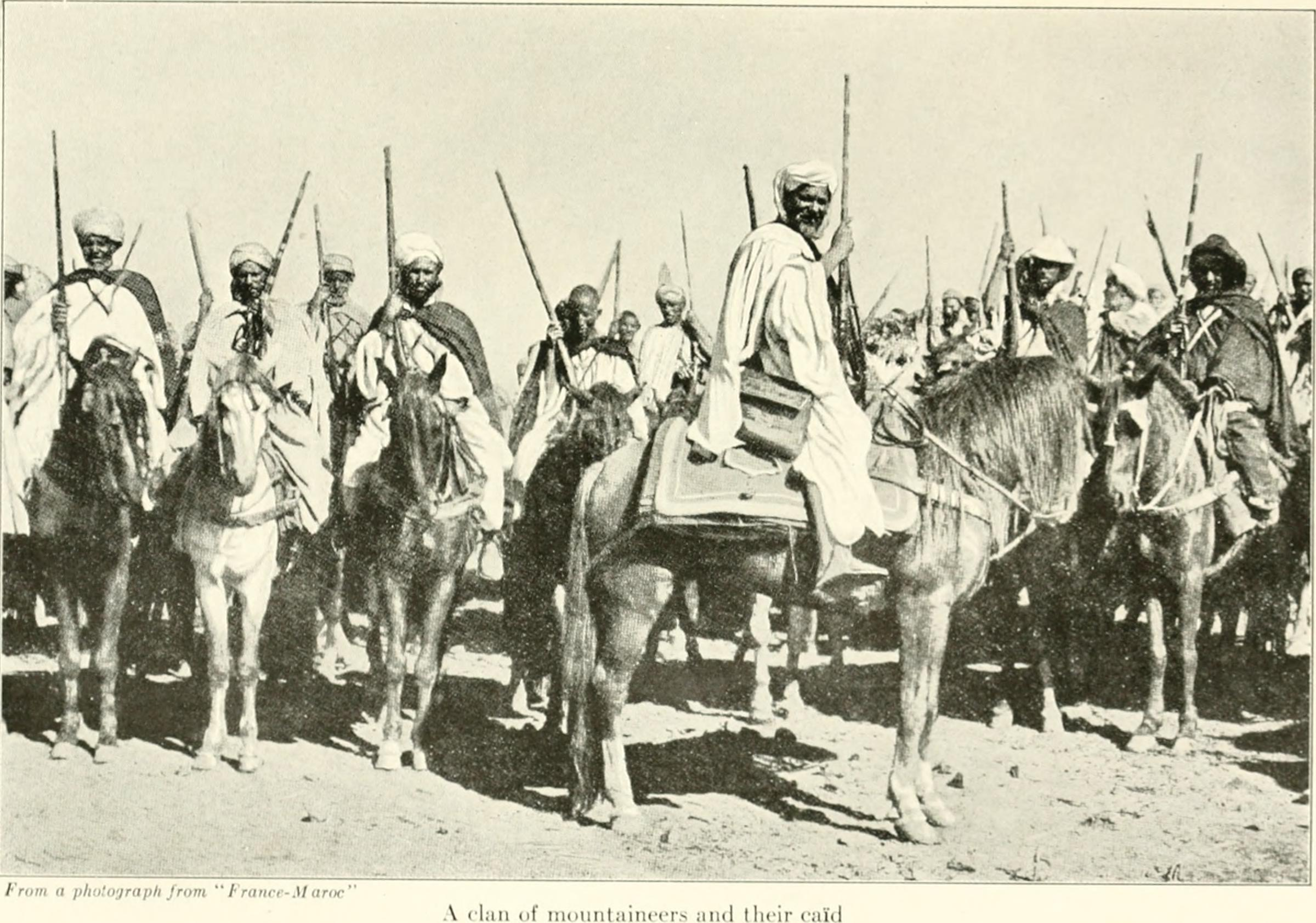
Um clã de montanhistas e seu caide (em Moroccos, 1920) por Edith Wharton.

O termo caide ou qā'id, (em árabe: القائد; romaniz.: al-qā'id) usualmente grafado em caïd em francês e caid, qaid ou kaid noutras línguas europeias pode ter vários significados, todos ligados a uma posição de chefia política, militar ou tribal. O termo espanhol alcalde ("prefeito") e o termo português "alcaide" também advêm do árabe al-qāḍī.
Em muitos contextos, a função dos qa'id em estados muçulmanos era equivalente ao dos alcaides dos estados cristãos, isto é, uma tradução possível para caïd é governador duma localidade ou região nomeado por um monarca.
No Norte de África, qa'id designava um notável que acumulava funções administrativas, judiciárias, financeiras e por vezes um chefe tribal. Neste caso o título podia traduzir um reconhecimento dum monarca do poder político do chefe tribal, na forma de nomeação como governador em nome do monarca sobre os territórios da tribo e das suas gentes. Os caides norte-africanos pertenciam geralmente a famílias ricas e influentes, que compravam o título ou o recebiam em troca de favores. Era comum que um só qa'id governasse vários distritos ou unidades administrativas chamadas qa'idat. Em Marrocos, pelo menos até à independência de 1956 (extinção do Protetorado Francês), os qa'id constituíam o terceiro nível do chamado Makhzen, a administração de índole praticamente feudal, abaixo dos paxás (que podem ser vistos como governadores provinciais), que por sua vez estavam imediatamente abaixo do sultão.
Outros significados de qa'id:
- Comandante militar ou cabo de guerra muçulmano, que equivale ao posto de general.
- Comandante dum corpo militar equivalente a um regimento.
- Título dado a altos funcionários do reino normando da Sicília durante o século XII. Aplicava-se sobretudo aqueles que eram muçulmanos ou ex-muçulmanos convertidos ao cristianismo. A palavra "caide" faz parte dos nomes pelos quais vários desses funcionários são conhecidos, como por exemplo Pedro, o Caide e Caide Ricardo.
- Em francês coloquial, "caïd" pode designar o chefe dum bando de delinquentes que impõe a sua autoridade sobre uma área de subúrbio, um jovem maldoso que impõe a sua autoridade a outros ou ainda, num tom mais familiar, alguém que, devido à sua notoriedade no campo em que é especialista, detém algum poder ou grande influência entre os seus pares.[4]